# Korff-Schmising-Kerssenbrockové
Korff-Schmising-Kerssenbrockové jsou šlechtický rod pocházející z Vestfálska.

## Historie
První zmínka je z roku 1241, kdy rytíř Henricus Corf zachránil život francouzskému králi. Od roku 1354 se jedna z linií rodu jmenuje Korff-Schmising.
Roku 1679 byl císařem Leopoldem I. rod povýšen do stavu svobodných pánů (baron). V roce 1802 převzal Maxmilián František Xaver Korff-Schmising (1781–1850) jméno a erb vymírajícího rodu Kerssenbrocků. Roku 1820 byl rod povýšen pruským králem Fridrichem Vilémem III. do hraběcího stavu.

### Česká větev rodu
V Čechách se koncem 19. století usadili potomci Klementa Augusta Korff-Schmising-Kerssenbrocka (1839–1913). Sídlili přechodně na zámku v Líšťanech, později v Klatovech, v Praze a severních Čechách.
Klement Korff-Kerssenbrock (1883–1960) a jeho synové Klement Korff-Kerssenbrock ml. (1912–1989) a Arthur Korff-Kerssenbrock (1914–1979) se v září 1939 připojili ke 3. šlechtické deklaraci – Národnostnímu prohlášení české šlechty.
Hraběnka Gabriela Korff-Schmising-Kerssenbrocková (1917–2008) provdaná za Jaroslava Klaudia knížete z Lobkovic byla matkou ostravsko-opavského biskupa Františka Václava z Lobkovic, jeho bratra Jaroslava 14. knížete z Lobkovic, Polyxeny Czerninové, Marie Sternbergové a Filipa Zdeňka z Lobkovic, 53. opata premonstrátského kláštera v Teplé. 

## Erb
Erb je čtvrcený štít. V 1. a 4. červeném poli je zlatá linie (Korff-Schmisingové), ve 2. a 3. zlatém poli modré kosmé břevno se třemi červenými třešňovými květy (Kerssenbrockové).
Heslem rodu je "Fide, sed cui vide" (Věř, ale hleď, komu).

## Osobnosti české větve rodu
- Klement August (1839 Schnellenberg – 1913 Líšťany), v roce 1886 císařský komoří, rytmistr v záloze
- Klement (1883 Manětín – 1960 Klatovy), v roce 1907 c. a k. komoří, rytmistr v záloze, signatář 3. šlechtické deklarace v září 1939
- Terezie (1888 Líšťany – 1973 Chur), vychovatelka dětí císaře a posledního českého krále Karla I. a jeho ženy Zity
- Klement (1912 Klatovy – 1989 Praha), doktor filozofie, gymnaziální profesor, signatář 3. šlechtické deklarace v září 1939, poslední mužský potomek české větve rodu
- Artur (1914 Klatovy – 1979 Most), právník, signatář 3. šlechtické deklarace v září 1939
- Adrienne (* 1943 Praha), pedagožka, výtvarnice, cestovatelka, od roku 2010 předsedkyně Jednoty pro zvelebení hudby v Čechách při Pražské konzervatoři
- Kristina (* 1942 Praha), grafička